# Mary Carlisle
Mary Carlisle (3. února 1914 – 1. srpna 2018) byla americká herečka. Zpočátku vyrůstala s oběma rodiči v rodném Bostonu. Když jí byly čtyři roky, otec zemřel, a ona se s matkou přestěhovala do Los Angeles. V roce 1923 dostala díky svému strýci možnost zahrát si v němém filmu Long Live the King (v titulcích nebyla uvedena). Později hrála v řadě dalších filmů, mezi něž patří například Girl o' My Dreams (1934), Hunted Men (1938) a Dead Men Walk (1943). Právě snímkem Dead Men Walk uzavřela svou hereckou kariéru. V roce 1942 se provdala za Jamesa Blakeleyho, s nímž měla jednoho syna. Zůstali spolu až do roku 2007, kdy Blakeley zemřel. V roce 1960 jí byla přidělena hvězda na Hollywoodském chodníku slávy. Zemřela v Los Angeles ve 104 letech.